# Brian Hart
Brian Roger Hart (Enfield, Londres; 7 de septiembre de 1936-Epping, Essex; 5 de enero de 2014) fue un piloto de automovilismo e ingeniero británico con experiencia en la industria de la aviación. Se hizo conocido como el fundador de Brian Hart Limited, una empresa que desarrolló y construyó motores para el uso del automovilismo.

## Carrera
A partir de 1958, Hart disfrutó de una exitosa carrera como piloto en varias fórmulas de monoplazas. Compitió en la Fórmula Júnior y la Fórmula 3, luego se graduó a la Fórmula Dos con las obras del Team Lotus de Fórmula 2 dirigida por Ron Harris. Él compitió en carreras fuera de campeonato de Fórmula 1 utilizando autos de Fórmula 2 y en 1967, calificó para el Gran Premio de Alemania en el famoso circuito de Nürburgring en un Protos-Cosworth.
Como la vida profesional de Hart tomó más de su tiempo, se retiró de la competición en 1971.

## Carrera de Ingeniería
Fue a finales de 1967 que Hart comenzó a trabajar en la compañía de aviones de Havilland en Hatfield, Inglaterra. La empresa proporcionó capacitación en el diseño y construcción de fuselajes y motores de aviación. Luego se mudó a la reconocida fabricante de motores Cosworth, pero lo abandonó en 1969 para formar su propia compañía del mismo nombre para dar servicio a los motores Ford FVA de Cosworth. Brian Hart Limited pronto fue encargada por Ford para trabajar en el desarrollo de nuevos motores, en un papel similar al de su exempleador. Hart desarrolló el Ford BDA, que se utilizó en los programas de rally de Ford en toda la década de 1970.
Los motores Ford FVA y BDA afinados por Hart tuvieron éxito en la Fórmula 2, con Ronnie Peterson quien ganó el título europeo con una FVA en 1971 y Mike Hailwood teniendo el mismo título en 1972 con un BDA.

## Fórmula 1
Como parte de la entrada de Toleman en el Campeonato Mundial de Fórmula 1 de FIA en 1981, Hart desarrolló una versión turbo del 420R. Aunque fue inicialmente de poca potencia y poco confiable, fue suficiente para establecer Brian Hart Limited como un proveedor de motores de Fórmula 1. Hart continuó como proveedor de motores de Toleman, hasta la compra del equipo por Benetton y luego suministró motores a RAM, Haas Lola y Tyrrell en la década de 1980, así como Jordan y Arrows en la década de 1990.
La turboalimentación fue prohibida a finales de 1988 en respuesta a las salidas de potencia de cuatro cifras cada vez mayores, lo que significó un retorno a desarrollar configuraciones de aspiración natural que no habían sido utilizados desde el comienzo de la década. Cosworth, sin embargo, fue una empresa que - aparte de su proyecto turbo V6, que sólo se utilizó durante menos de dos años - había continuado construyendo motores V8 de aspiración natural para F2 y algunos de los equipos de F1 menos bien financiados. Brian Hart Limited regresó a su papel anterior de afinación y especialista en mantenimiento, trabajando en asociación con Cosworth para desarrollar sus motores DFZ y DFR (que debía mucho a la original, DFV).

## Resultados

### Fórmula 1
(Clave) (negrita indica pole position) (cursiva indica vuelta rápida)

| Año     | Escudería  | 1   | 2   | 3   | 4   | 5   | 6   | 7      | 8   | 9   | 10  | 11  | Pos. | Puntos |
| ------- | ---------- | --- | --- | --- | --- | --- | --- | ------ | --- | --- | --- | --- | ---- | ------ |
| 1967    | Ron Harris | RSA | MON | NED | BEL | FRA | GBR | GER NC | CAN | ITA | USA | MEX | NC   | 0      |
| Fuente: |            |     |     |     |     |     |     |        |     |     |     |     |      |        |